# Centropogon candidatus
Centropogon candidatus är en klockväxtart som beskrevs av Thomas G. Lammers. Centropogon candidatus ingår i släktet Centropogon och familjen klockväxter. Inga underarter finns listade i Catalogue of Life.